# Покровское (Запорожская область)
Покровское (укр. Покровське, до 2016 г. — Жовтневое) — село, Жовтневый сельский совет, Токмакский район, Запорожская область, Украина.
Код КОАТУУ — 2325281201. Население по переписи 2023 года составляло меньше 600 человек.
Является административным центром Покровского сельского совета, в который, кроме того, входят сёла Заможное, Кутузовка, Садовое, Червоногорка и Шевченково.

## Географическое положение
Село Покровское находится на одном из истоков реки Чингул, ниже по течению на расстоянии в 1 км расположено село Шевченково.
Через село проходит автомобильная дорога Р-37.

## История
- 1797 год — дата основания как село Ни́жний Куркула́к.
- В 1933 году переименовано в село Гаври́ловка.
- В 1938 году переименовано в село Вороши́ловка в честь тогдашнего наркома обороны СССР Климента Ворошилова.
- В 1958 году переименовано в село Октя́брьское[2] (укр. Жовтне́вое) в честь прошедшего 40-летия Октябрьской революции.
- В мае 2016 года постановлением № 1353-VIII[3] название села было «декоммунизировано»[4][5] ВРУ и переименовано ими в село Покровское[6] в честь Покрова́ Пресвятой Богородицы.

В годы Великой Отечественной войны село было практически полностью уничтожено немецкими оккупантами: к моменту освобождения в нём оставалось 5 домов, уцелевшее население жило в землянках и в хозяйственных сараях.
Огромную роль в послевоенном развитии села сыграл его уроженец генерал-лейтенант Н. А. Антипенко: с его помощью в селе был сооружён кирпично-черепичный завод, работавший на местных гончарных глинах, 2 клуба, Дом культуры, 2 школы, 2 медпункта, здание правления и другие сооружения. По просьбе Н. А. Антипенко министр электростанций СССР А. С. Павленко дал указание подключить колхоз к высоковольтной линии от Днепрогэса, а академик В. С. Пустовойт прислал в село элитные семена подсолнечника, разведение которого в последующие годы стало основой экономики села.

## Экономика
- «Життя (рус "Жизнь")», ЧП.
- «Шаповал», ЧП.
- «Терра», ЧП, агрофирма.

## Объекты социальной сферы
- Школа.
- Дом культуры.
- Фельдшерско-акушерский пункт.

## Достопримечательности
- Братская могила 315 советских воинов.

## Археология
- В урочище Макартет возле села Покровское обнаружено жертвенное место алано-гуннского времени (IV—V века)[8]. А. Амброз соотнёс находки Макартета с поминальным ритуалом, предположив, что часть предметов могут быть дарами покойному от ближайших родственников[9]. А. Комар отмечает поразительное сходство обряда места из Макартета с Вознесенским археологическим комплексом в Запорожье, несмотря на значительную хронологическую разницу[10].

## Известные люди
- Антипенко Николай Александрович (1901—1988) — советский военачальник, один из ярчайших тыловиков Великой Отечественной войны. генерал-лейтенант интендантской службы, по завещанию похоронен в селе Покровское рядом с могилами погибших при освобождении села воинов.
- Антропов, Василий Яковлевич (1910—1943) — Герой Советского Союза, смертельно ранен в бою за Покровское 3 ноября 1943 года, 7 ноября умер в госпитале.
- Ивановский Борис Андреевич (1912—1943) — Герой Советского Союза, похоронен в селе Покровское.